# Katarzyna Wiśniowska
Katarzyna Wiśniowska (28 de septiembre de 1931-28 de diciembre de 1996) fue una deportista polaca que compitió en tiro con arco, en la modalidad de arco recurvo. Ganó dos medallas en el Campeonato Mundial de Tiro con Arco al Aire Libre de 1955, oro en la prueba individual y bronce por equipo.

## Palmarés internacional
| Campeonato Mundial al Aire Libre | Campeonato Mundial al Aire Libre | Campeonato Mundial al Aire Libre | Campeonato Mundial al Aire Libre |
| Año                              | Lugar                            | Medalla                          | Prueba                           |
| -------------------------------- | -------------------------------- | -------------------------------- | -------------------------------- |
| 1955                             | Helsinki (Finlandia)             | Medalla de oro                   | Individual                       |
| 1955                             | Helsinki (Finlandia)             | Medalla de bronce                | Equipo                           |